# パンツァーフロント
『パンツァーフロント』（PANZER FRONT）は、エンターブレイン販売、シャングリ・ラ開発の戦車戦シミュレーションゲームシリーズ。第二次世界大戦のヨーロッパなどを舞台に、戦車を操って戦闘を行うゲームである。略称は「パンフロ」。
- PANZER FRONT（1999年12月22日発売）プレイステーション・ドリームキャスト用
- PANZER FRONT bis.（2001年2月8日発売）プレイステーション用
- PANZER FRONT Ausf.B（2004年5月27日発売）プレイステーション2用

以上の3作品が発売されている。

## 概要
第二次世界大戦の戦場で、シナリオごとの勝利条件をクリアすることを目的とする。基本的にストーリーやキャラクターは設定されておらず、プレイヤーが希望するシナリオを自由に選んでプレイする形になっており、シナリオのクリア成績が他のシナリオに影響を及ぼす事は無い。独・米・ソの3軍からの視点で、それぞれ複数のシナリオが用意されており、シナリオごとのクリア得点が記録される。
シナリオモードがレコードおよびクリア対象の基本モードとなっているが、シナリオモードに登場する戦車を変更可能なフリーモードが用意されている。敵味方の戦車を自由に設定してプレイする事ができ、敵味方の車両の入れ替えや非設定（登場させない）にすることも可能。ただし、シナリオの内容自体は変わらないため、陣営や通信内容は元のシナリオモードのままである。クリアしても得点は記録されない。
プレイヤーは、自車両1両を1人で動かすシステムになっており、現実に置き換えれば戦車長（索敵および状況判断）、操縦士（移動）、砲手（砲塔の操作および攻撃）の三役をこなすことになる。砲弾の装填は自動であるが、弾種はプレイヤーが設定する。ただし、戦車長はCPUとして自車両に設定されており、自動で画面外の敵を発見して報告したり、攻撃や回避、弾種の変更などの指令を車内通信（ゲーム中は字幕で演出される）という形で表示することにより、プレイヤーへの指示、アドバイスも行う。
故障、砲弾の種類など、非常にリアリティーを重視した作品で、攻撃・被弾時のダメージは砲の口径、弾種、装甲の厚さ、角度など概ね実戦に即した要素により決まる。そのため、自車の備砲が小口径、敵が重装甲、距離が遠いなどの場合に、数十発撃ち込んでもまるでダメージが入らない（入っていないように見える）事が多々発生する。装甲の耐久値の概念が一般のHP制と異なり、ダメージを蓄積させて撃破するのではなく、砲弾が装甲を貫くか弾かれるかのどちらかであるため、一旦敵に主砲弾を弾かれた場合、射撃条件（距離、角度、弾種など）を変えない限りは何発撃ち込んでも撃破できることは少ない。
ただし、敵味方の各戦車には状態異常ステータスが設定されており、被弾により状態異常を引き起こすことがある。キャタピラ破損（移動不可）・主砲破損（主砲射撃不可）の2種類の状態異常があり、被弾時にランダムで発生する。特に主砲破壊が発生すると相手の戦車はほぼ戦闘不能になるため、撃破にならない射撃でも意味が無いわけではない。また、状態異常の発生は非常に稀なため期待はできないが、小隊を指揮できるシナリオであれば、敵を撃ち続けて注意を自車に向け、その間に味方を敵の側面に回りこませて敵を撃破させる、といった応用も可能。

## 独自の架空戦車
無印版とbis.には実在の戦車の他に、著名なデザイナーらによる史実上存在しない架空戦車が登場する。
[米] 超重戦車『ショートブル』（宮武一貴）
重量級の車体を走行させるために無限軌道を4本持つのが最大の特徴となっている戦車。105mm砲を装備し、走行速度、旋回砲塔の旋回速度とも速いが、後述のバグの存在もあり、架空戦車中でも装甲が薄い部類に入る。デザイナーの宮武一貴はT28/T95対戦車自走砲をモチーフにしたとコメントしており、無限軌道が4本あるのもその影響である。
[米] 駆逐戦車『T69E3』（石津泰志）
76mm砲を装備し、車体も最もコンパクトな架空戦車。本作中の架空駆逐戦車の中では広めの射角を持ち、比較的左右に照準しやすい。
[独] 重戦車『E-79』（永野護）
パンター中戦車やティーガーII重戦車の発展型である、Eシリーズ正当進化型をコンセプトにデザインされた架空戦車。128mm砲を搭載し、傾斜装甲を持つなど、ドイツ戦車の特徴を持つ戦車だが、エンジン、変速機はソ連からの鹵獲品であるなど細かい設定がされている。史実のドイツ戦車同様、旋回砲塔の旋回速度が遅く、癖がある。
[独] 駆逐戦車『オリオール』（佐藤道明）
ヤークトパンターを思わせる低い車高の車体に高速を出すためにガスタービンエンジンを後部に装備した高速駆逐戦車。
[ソ] 重戦車『ИС-152』（横山宏）
KV-2重戦車のような巨大な旋回砲塔を持つデザインの架空戦車。車体の全高が4m超え、異常な重量オーバーのため速度が遅いなど、本作登場の戦車の中でも超重量級。デザイナーの横山宏は登坂角の制限があってもよかったとコメントしている。
[ソ] 駆逐戦車『СУ-122』（山根公利）
T-34中戦車の車体に鋳造式の戦闘室を設置したというコンセプトでデザインされた架空戦車。

## PANZER FRONT bis.
bisは、フランス語でアンコールを意味するため、bis.は続編というよりもリニューアル版と言うほうが正しい。ゲームシステムは細かなゲームバランスの変更などが施されているが、前作である無印版とほぼ同じとなっている。マップ・ユニットなども同一のものが登場するが、前作の内容に加えて以下の追加要素がある。
- 戦車の追加（14両。三式中戦車・四式中戦車を含む）
- マップの追加（8面。日本の串良を含む）
- コンストラクションモード（プレイヤーによるシナリオの作成）
- コンストラクションに付属して10本のサンプルシナリオ
- ストーリーモード（キャラクターデザイン：出渕裕、CGムービー制作：サンライズ[5]）
- 音声の追加

システム面も少々変化があり、砲弾が装填されているときに砲弾の種類を変えると、その砲弾を抜き取ってから再装填する、という細かな部分も追加されている。
ほか、コンピュータのみだが、多砲塔戦車のT-35や装甲列車が出たりもする。さらに、コンストラクションでプレイヤー車両に登録することによって、野砲や輸送車も操ることが可能ともなった。様々な面で世界が広がり、すべてクリアしたことによる「作業化」や、「飽き」を延ばすことができる。
また、一部の戦車には、「秘孔」という穴が存在し、そこに被弾すると問答無用で破壊されてしまうというものがある。基本的に戦車はポリゴンで構成され、各部分の装甲設定は15箇所以上におよぶ。そこで、いくつかの戦車には、装甲値が未設定の箇所があったり、装甲厚が間違っていたり、ポリゴンの構成上、隙間ができてしまう場合がある。これは、前作よりも設定が細かくなったことによって、その設定のまま拡張したためこうなったものもいくつかある。簡単にいうとバグであるが、三式中戦車の車体正面上部、T-34-85の車体斜め後ろ、などに存在する。これ以外にも、ショートブルがやけに弱いのもこのバグであり、E-79の防盾の左右にも厚みが薄く設定されている部分がある。E-79の場合、この秘孔はИС-2に1,500mからでも貫通されるが、一応ある程度の防御力はある（およそ80-100mmあたり）。T-34-85の秘孔は、ポリゴンの隙間なのか、機銃でも貫通してしまうことが確認された。

### ステージ紹介
*マークはbis.版のみ登場するステージ。なお説明文中に登場する「無印」とは「PANZER FRONT」(PS、ドリームキャスト版)を、「bis.」とは「PANZER FRONT bis.」を指す。

#### アメリカ軍
ノルマンディー上陸作戦に伴うフランスでの戦闘、バルジの戦い、ドイツ領内での戦闘を題材としたステージ構成。
サン・ジャン・ド・ディ(St.Jean-de-Daye) - 1944年7月9日
サン・ジャン・ド・ディより、ボカージュ地帯を抜けてボン・エベールの占領を試みる第30歩兵師団の歩兵部隊を援護する。視界の利かないボカージュ(ノルマンディー地方特有の生け垣)にはドイツ軍の戦車や対戦車砲が待ち伏せている。
ル・デゼール(Le Dezert) - 1944年7月10日
第39歩兵連隊の守るル・デゼールに、パンターとIV号戦車を擁する装甲教導師団の戦車連隊が迫る。航空支援が到着するまでの間、M4でパンターやIV号戦車と戦うことになる。
アルジャンタン(Argentan) - 1944年8月15日
ノルマンディー戦役終盤、「ファレーズ・ポケット」からの脱出を図るドイツ軍を追撃する。ドイツ軍のSd.kfz.251/Dハーフトラックを逃がすと作戦失敗。無印版とbis.版で敵の配置・出現パターンが大きく異なる。
マルメディ(Malmedy) - 1944年12月17日*
「偽アメリカ軍」ことドイツ第150装甲旅団の、第120歩兵連隊と第39工兵大隊の守るマルメディ襲撃を阻止する。敵戦車として偽装M10/パンター、白い星をつけたIII号突撃砲G型が登場。距離マーカーも味方を表す緑になってしまっている。ちなみに史実ではマルメディ虐殺事件が同日マルメディ市郊外で発生している。
ポトー(Poteau) - 1944年12月18日
バルジ戦。ヴィルヘルム-サン・ヴィト間の防衛を強化するため、第7機甲師団A戦闘コマンドがドイツ軍に占領されたポトー十字路の占領を試みる。第40機甲大隊のM4戦車が全滅すると作戦失敗。
サン・ヴィト(Sankt.Vith) - 1944年12月21日
第7機甲師団B戦闘コマンドが守るアルデンヌ北部の交通の要衝、サン・ヴィト(ザンクト・フィート)へドイツ軍第116装甲師団と総統護衛旅団が攻撃を仕掛ける。雪で視界の悪い中、戦闘後半ではパンターまでも相手にしなければならない。史実ではこの日、ドイツ軍が19日の占領予定より大幅に遅れてサン・ヴィトを占領した。
ルーデンドルフ鉄橋(Ludendorf Bridge) - 1945年5月7日
ライン川にかかる「レマゲン鉄橋」ことルーデンドルフ鉄橋を確保する。レマーゲン市内からの88mm高射砲やIV号戦車/70(V)、そして対岸からの「新型重戦車」による激しい攻撃の中、ルーデンドルフ鉄橋を渡り対岸の戦車2輌を撃破する必要がある。

#### ソ連軍
「十月農場」以外はすべてレニングラード戦を題材としている。
打撃軍(Strike Army) - 1941年12月18日
1941年冬のヴォルホフ川におけるソ連軍反攻。あちこちに対戦車砲が潜む中、狙撃兵師団の線路確保を援護する。味方としてT-35戦車が登場するが、攻撃をすることはない。
ガイトロヴォ(Gaytolovo) - 1942年8月27日
レニングラード包囲突破のため、ガイトロヴォのドイツ軍陣地をソ連軍が攻撃する。ドイツ軍に鹵獲されたと思われるZiS-3対戦車砲や88mm高射砲が登場。
ネヴァ(Neva) - 1943年1月12日*
レニングラード包囲を突破するため、凍ったネヴァ川をT-70戦車とバルト艦隊水兵が渡河し、火点や戦車を撃破しながら渡河点を確保する。バルト艦隊水兵が目標到達点まで到達するとクリア。史実ではネヴァ川を戦車が渡った記録はない。
第5号パショーロク(Poselok No.5) - 1943年1月18日
レニングラード方面軍とヴォルホフ方面軍が共同で「第5号パショーロク」(ポセロク5)集合住宅に潜むドイツ軍を掃討する。
十月農場(Swch.Oktjabrskij) - 1943年7月12日
「オクチャブリスキ」のソ連軍バージョン。第5親衛戦車軍所属第181戦車旅団が第1SS装甲師団へ突撃する。ティーガーIの側面に回り込むのがカギ。
鉄道分岐点(Junction) - 1943年7月23日
ソ連軍はレニングラード完全解放を目指し、ムガの鉄道分岐点周辺へ進撃する。随伴の狙撃兵部隊が全滅すると作戦失敗。
クラスノーエ・セロ(Krasnoe Sero) - 1944年1月19日
ドイツ軍の立て籠もるクラスノーエ・セロにソ連軍が総攻撃を仕掛ける。ステージ後半ではドイツ軍のパンターが登場。

#### ドイツ軍
第三次ハリコフ攻防戦、クルスクの戦い、1944年のノルマンディー戦役、バルジの戦い、ドイツ領内の戦闘と三軍の中で最もステージ数が多い。
オリホワトカ(Olchowatka) - 1943年2月28日*
第三次ハリコフ攻防戦の終盤、対戦車兵器もないままオリホワトカ村で孤立してしまった擲弾兵部隊を救援する。「TACTICS」モードではIII号突撃砲G型の部隊を操作することになるが、「STORY」モードではIV号戦車G型の部隊を操作することになり、スタート地点も若干変化する。
地点220(Hill 220.5) - 1943年7月5日
クルスクの戦い初日、「LAH(レンプシュタンダルテ・アドルフ・ヒトラー)」第1SS装甲師団がソ連軍のパックフロントへ突入する。「bis.」では味方車輌の名称が変わっている。
地点241.6(Hill 241.6) - 1943年7月10日*
第1SS装甲師団が第13重戦車中隊を先頭に地点241.6の占領を図る。敵車輛として装甲列車が登場。
オクチャブリスキ(Swch.Oktjabrskij) - 1943年7月12日
第1SS装甲師団と第5親衛戦車軍が「オクチャブリスキ」農場近郊で激突する。ソ連軍のT-34戦車を、距離を詰められる前に素早く撃破しなければならない。プレイヤー車のティーガー「1324号車」は実際にヴィットマンSS少尉が搭乗した戦車の砲塔ナンバーである。
ペトロフカ(Petrowka) - 1943年7月13日*
プショル川を渡河した「トーテンコップフ」第3SS装甲師団を援護するため、第1SS装甲師団がペトロフカ方面へ進撃する。パックフロントからの砲火、戦車を追尾するように降ってくる砲撃と、難易度の高いステージ。
112高地(Hill 112) - 1944年7月10日
「HJ(ヒトラー・ユーゲント)」第12SS装甲師団が112高地に進撃するイギリス軍と対決する。112高地の擲弾兵が全滅したり、112高地から追い払われると作戦失敗。
N158街道(N158) - 1944年8月8日
ティーガーIさえも撃破できるヤーボやファイアフライを擁するカナダ軍のファレーズ突破を、N158街道においてSS第101重戦車大隊が阻止する。史実ではヴィットマンSS大尉がここで戦死している。
アンブレーブ川(Ambleve River) - 1944年12月24日
バルジの戦いをもとにしたステージ。パイパー戦闘団が壊滅した12月24日、ハンセン戦闘団がアメリカ軍の包囲を打ち破り、アンブレーブ川北岸から脱出する。僚車のSdkfz251/Dをマップ南側に脱出させるとクリア。ちなみに本ステージに登場する「川に落ちたIV号駆逐戦車」は実際の写真がある。
ザクセンドルフ(Sachsendorf) - 1945年3月23日
SS第502重戦車大隊が降下猟兵とともにソ連軍の橋頭堡に攻撃を仕掛けるが…。降下猟兵が全滅すると作戦失敗。
ゼーロウ(Seelow) - 1945年4月16日*
ベルリンへの最短経路、ゼーロウに殺到するソビエト第1親衛戦車軍とクールマルク装甲師団がゼーロウ〜ドルリンゲン街道上で激突。史実通りソ連軍のサーチライトが戦場を照らし、砲撃やシュトゥルモヴィクの攻撃が続く中、激しい戦車戦が繰り広げられる。
ベルリン(Berlin) - 1945年4月30日
ソ連軍の手にほぼ落ちたベルリン市内での、国会議事堂からフリードリッヒ通りまでの脱出行。僚車を少なくとも一輌脱出地点に移動させ、自らも脱出地点へ移動しなければならない。フランデンブルグ門やウンター・デン・リンデン通り等、ベルリンの地名が再現されている。ソ連戦車に対空識別用の白線が引かれている点にも注目。補給地点は総統地下壕の位置だと思われる。
シンヤビノ(シンヤヴィノ)(Sinyavino) - 1943年1月20日
シンヤヴィノ陣地を守るSS第502重戦車大隊と警察師団が「第5号パショーロク」から敗走するドイツ軍を収容しながら、追撃するソ連軍を迎撃する。
ヴィテブスク(Witebsk) - 1943年12月19日
アルバート・エルンスト少尉のヴィテブスクにおける戦闘を再現。対戦車自走砲「ホルニッセ」の持つ8.8cm PaK43/L71戦車砲は2000mからでもT-34やKV-1を簡単に撃破できるが、ホルニッセも装甲が薄いため長距離射撃が基本となる。マップ北側から出現するT-60戦車は無印版では射撃をしてこないがbis.版では機関砲で射撃してくる(ホルニッセの装甲を貫通する)。
ヴィレル・ボカージュ(Villers-Bocage) - 1944年6月13日
ミハエル・ヴィットマンSS大尉の「ヴィレル・ボカージュの戦い」を再現。ヴィレル・ボカージュにいるイギリス軍戦車を撃破しながら、擲弾兵部隊の進出を援護する。戦闘前のヴィットマンと砲手ヴォルの会話も再現。
バルクマン・コーナー(Barkman Corner) - 1944年7月27日
エルンスト・バルクマンSS軍曹による「バルクマン・コーナーの戦闘」を再現。クータンス-サン・ロー街道でバルクマンのパンター「424号車」がアメリカ軍の戦車隊を迎え撃つ。上空からはヤーボも襲ってくる。

#### 日本軍(自衛隊)
串良(Kushira) - 1945年11月4日*
架空ステージ。志布志湾から鹿屋へ進撃しようとするアメリカ軍を、串良海軍航空基地周辺で待ち伏せする。三式、四式中戦車が登場するだけでなく、当時の日本の町並みを忠実に再現。三式中戦車ではM4ですら側背面を狙わなければ撃破は困難で、さらに後半にはM26パーシング戦車も登場し、最難関マップとして名高い。
串良シナリオについて
bis.で追加された「串良」は、シリーズで唯一の日本を舞台としたシナリオで、鹿児島県の串良において日本軍戦車隊が米軍戦車隊を迎え撃つというもの。本土決戦は行われなかったので架空の戦いであるが、史実で米軍は1945年11月に九州南部に上陸し、飛行場（串良飛行場や鹿屋飛行場など）を奪取するオリンピック作戦（ダウンフォール作戦を参照）を計画していた。また、串良マップは実際の串良の地形や地名を参考にして作られている。
1945年11月4日、志布志湾から上陸してきた米軍のシャーマン戦車およびパーシング戦車は串良川を渡って鹿屋航空基地方面へ続々と進出してくる。これに対しプレイヤーは三式中戦車を操作し、十三塚と呼ばれる地点から展開、四式中戦車（宇野沢車）1両を含む小隊を指揮して戦う。火力や防護力が上回る複数の敵戦車を相手にするため、正攻法での攻略が難しいシナリオである。
TRINING-TYPE90 VS T-80
自衛隊の90式戦車と仮想敵のT-80U戦車による訓練。あくまでボーナスステージであり、行進間射撃などができるわけではない。出現するT-80戦車を全車撃破するとクリア。無印版では90式戦車に戦車教導団第2中隊のマークがあったが、Bis.版ではなぜか消えている。

### ストーリーモード
プレイヤーは、SS装甲師団の兵士として、東部戦線から西部戦線、ベルリンの戦いを戦い抜く物語である。

## PANZER FRONT Ausf.B
Ausf.Bは、1940-1941年のアフリカ戦線を中心としたシナリオ展開で、ヨーロッパ戦線のシナリオはメルドープが1つのみ収録されている。今作では枢軸国側と連合国陣営の両方をプレイ可能である。
開発期間の短縮ゆえに、総マップ数は7つ（当初の予定はシナリオ12-18面、トレーニングマップ2面）のみであった。前作のbis.と比べバグ、登場車両数、音声、エディター機能が無いといった様々な面でボリューム不足が生じ、その割に通常版では値段が高めということが不評であった。
前作からの変更点として、評価が高い点
- PS2ということでグラフィックは向上した。しかし、フレームレートの低下や、歩兵の造形など、全てが向上したとは言い難い。
- 1マップにおける最大戦車数や、大量の歩兵、歩兵の戦車への攻撃など、単純な戦車戦ではなく、歩兵・航空機を交えた戦闘が繰り広げられ、戦略性や臨場感が向上した。
- マップの大きさは4倍となり、さらに戦略的なプレイができる反面、プレイ時間は長くなった。
- 着弾判定は極めてリアルであり、戦車の装甲厚は装甲の中空部、エンジンまで細かく設定され、貫通した場合車内における跳弾、貫通しなくとも跳弾の衝撃・破片で乗員が負傷することまで再現されている[11]。

評価が低い点
- 登場車種の少なさ。加えて車種設定で本来は存在しないティーガーIやT-34、九七式中戦車はプレイできるが、パンターやティーガーII、IV号戦車G型やH型は登場しない。
- bisで追加された通信音声は、今作では断念された。
- 指示の複雑化、車両数の多さに処理落ちが発生する。
- 砲弾の入射角が浅い場合、I号戦車ですら大口径弾を弾くという現象が発生する。
- ほか、オプションの少なさ、ゲーム時間が冗長に過ぎるといった点も挙げられる。

本作はリアルさを追求したことへの評価がある反面、「リアルさ=おもしろさ」とは限らないというジレンマに陥っているという意見もある。
海外のPAL版では、M4 シャーマンやM3 スチュアートなどの新戦車追加、バグ修正といった改善がなされている。
次回作の情報もあるが、確定した情報ではない。